# Cercidospora alpina
Cercidospora alpina är en lavart som beskrevs av Ihlen & Wedin 2007. Cercidospora alpina ingår i släktet Cercidospora, klassen Dothideomycetes, divisionen sporsäcksvampar och riket svampar.  Arten är reproducerande i Sverige. Inga underarter finns listade i Catalogue of Life.